# Brian Weiss
Pour les articles homonymes, voir Weiss.
Brian Weiss est un psychiatre américain. Ses recherches portent sur la réincarnation, les vies antérieures et la survie de l'âme après la mort. Il est régulièrement l'invité d'émissions telles que The Oprah Winfrey Show.